# Henri-Montan Berton
Henri-Montan Berton (ur. 17 września 1767 w Paryżu, zm. 22 kwietnia 1844 tamże) – francuski kompozytor.

## Życiorys
Syn dyrygenta Pierre’a-Montana. Był uczniem Jeana-Baptiste’a Reya i Antonio Sacchiniego. Od 1782 roku grał jako skrzypek w paryskiej Operze, w 1803 roku został jej chórmistrzem. W 1795 roku objął klasę harmonii w Konserwatorium Paryskim, a w 1818 roku, jako następca Étienne’a Méhula, także klasę kompozycji. W latach 1807–1815 grał jako oboista w Opéra-Comique. W 1815 roku został wybrany na członka Akademii Francuskiej. Był autorem rozprawy Traité d’harmonie (wyd. Paryż 1815).

## Twórczość
Był autorem 47 oper, w tym m.in. Montano et Stéphanie (1799), Le Délire (1799) i Aline, reine de Colconde (1803). Ponadto napisał kilka oratoriów, 8 kantat i 4 balety. Opery Bertona utrzymane są w stylu włoskim, cechuje je prosta melodyka, przejrzysta harmonika i patos wynikający z tematyki librett, dotyczących przeważnie wydarzeń związanych z rewolucją francuską. W piśmie De la musique mécanique et de la musique philosophique (wyd. Paryż 1826) atakował twórczość Gioacchino Rossiniego.

## Odznaczenia
Był kawalerem a później również oficerem Legii Honorowej.